# Тхакхэк
Тхакхэ́к (лаос. ທ່າແຂກ) — город в Лаосе, административный центр провинции Кхаммуан и одноимённого района, входящего в провинцию. Находится на левом берегу реки Меконг, напротив таиландского города Накхонпханом, с которым соединён автодорожным мостом.
Население составляет 26 200 человек. Значительный транспортный узел, развивающийся центр туризма.
С городом связаны важные политические и военные события периода борьбы Лаоса за независимость.

## История

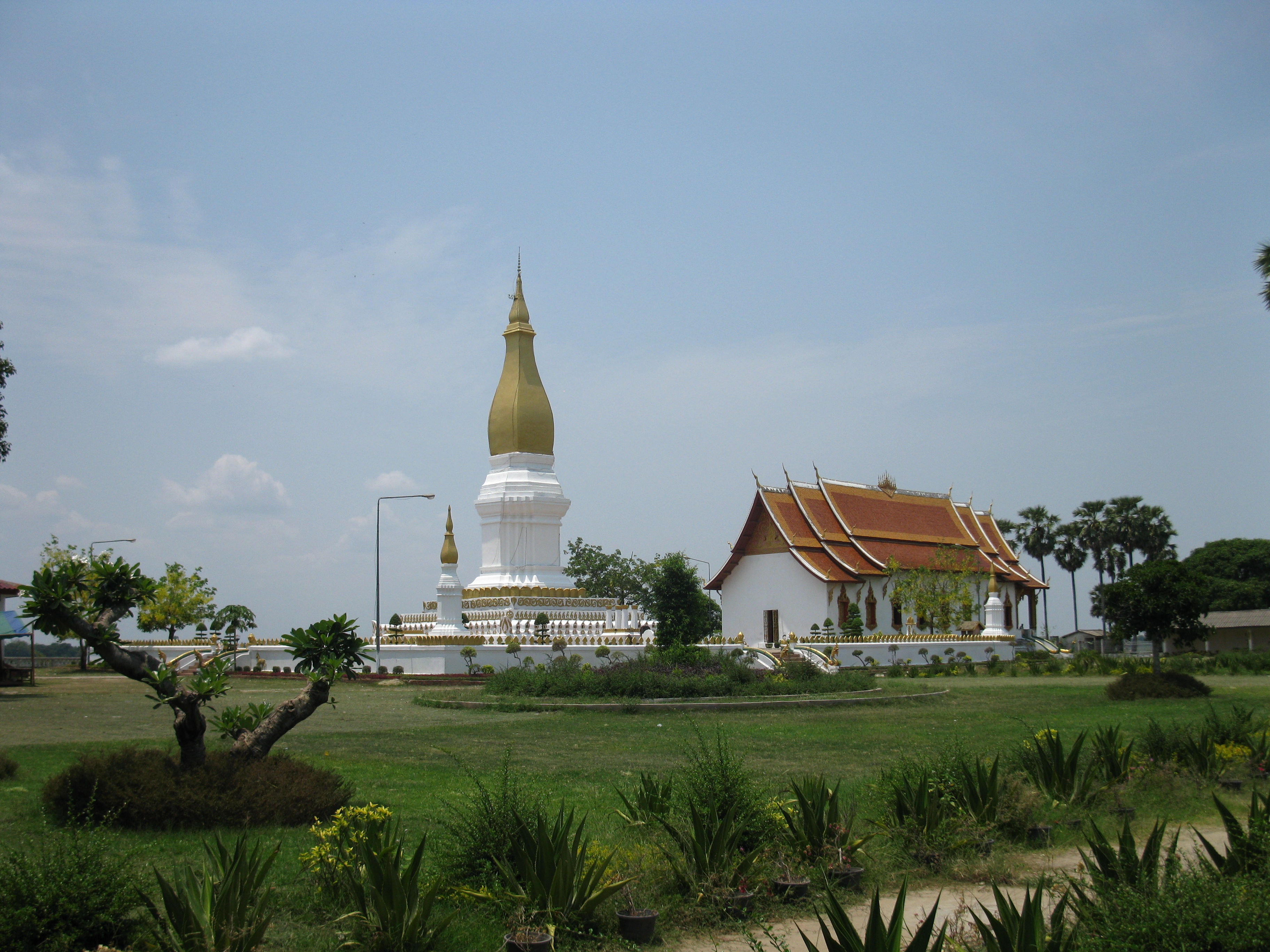
Храмовый комплекс Тхат-Сикхот у южной окраины Тхакхэка. Постройка XV века

Первые сведения о жилых и культовых постройках на территории Тхакхэка относятся к VIII веку. Вместе с тем образование здесь населённого пункта городского типа произошло только в период европейской колонизации — современный Тхакхэк был заложен властями Французского Лаоса в 1911 году. В течение первых десятилетий XX века город приобрёл существенное административное и инфраструктурное значение, здесь были построены различные социальные объекты, в т. ч. многочисленные школы.
Примечательно, что в колониальный период город был населён преимущественно вьетами, которые массово завозились французами на территорию малонаселённого Лаоса для его хозяйственного освоения. Существовала также значительная китайская община. Лао же, по состоянию на начало 1940-х годов, составляли не более 15 % населения Тхакхэка.
С Тхакхэком связаны важные политические и военные события периода борьбы Лаоса за независимость. Именно здесь 8 октября 1945 года под руководством принца Суфанувонга было осуществлено слияние комитета «Свободный Лаос» с рядом более мелких национально-освободительных группировок и провозглашено создание военного крыла комитета — Армии освобождения и обороны Лаоса. Важной составляющей последней стало тхакхэкское городское ополчение. В ходе последующих боевых действий с французами город неоднократно переходил из рук в руки. В марте 1946 года Суфанувонг был серьёзно ранен в сражении за Тхакхэк.
Город оставался в качестве административного центра территориальной единицы первого уровня в составе лаосского государства на различных стадиях его зависимости от Франции. С 1953 по 1975 год — в составе полностью независимого Королевства Лаос, с 1975 года — в составе Лаосской Народно-Демократической Республики.

## Физико-географическая характеристика

### Климатические и природные условия

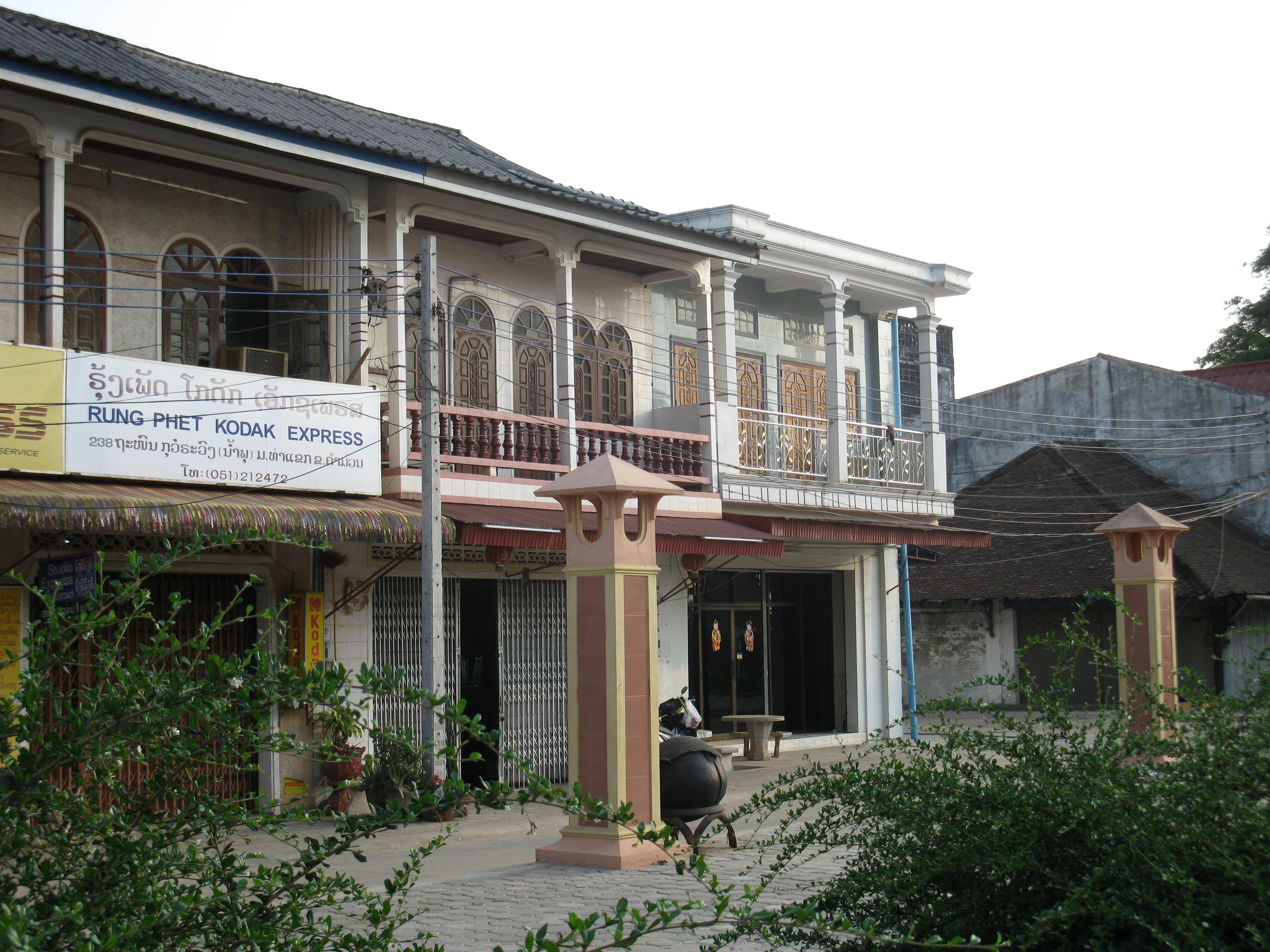
Образец постколониальной городской архитектуры

Город находится в равнинной местности на левом берегу Меконга. Перепады высот непосредственно на его территории незначительны, однако с западной стороны к городской черте практически вплотную подходит гряда холмов высотой до 500 метров.
В целом природные условия окружающей город территории типичны для центрального Лаоса и отличаются значительным разнообразием видов (в нескольких километрах к западу от Тхакхэка проходит граница природоохранной зоны Фоу-Хинпон). Значимые биологические находки периодически фиксируются непосредственно в городской черте. Так, именно на рынке в Тхакхэке в 1996 году западными специалистами были впервые обнаружены экземпляры лаосской скальной крысы — редкого реликтового животного, эндемика здешних мест: убитых зверьков продавали на мясо.
Климат субэкваториальный муссонный с весьма чётким делением года на два сезона. Летний, дождливый сезон продолжается с мая по октябрь, зимний, сухой — с ноября по апрель. Разница между дневной и ночной температурой достаточно ощутимая — порядка 10 °C, сезонные температурные колебания незначительны: среднегодовой температурный максимум — +31 °C, минимум — +21 °C. Количество осадков — более 2000 мм в год.

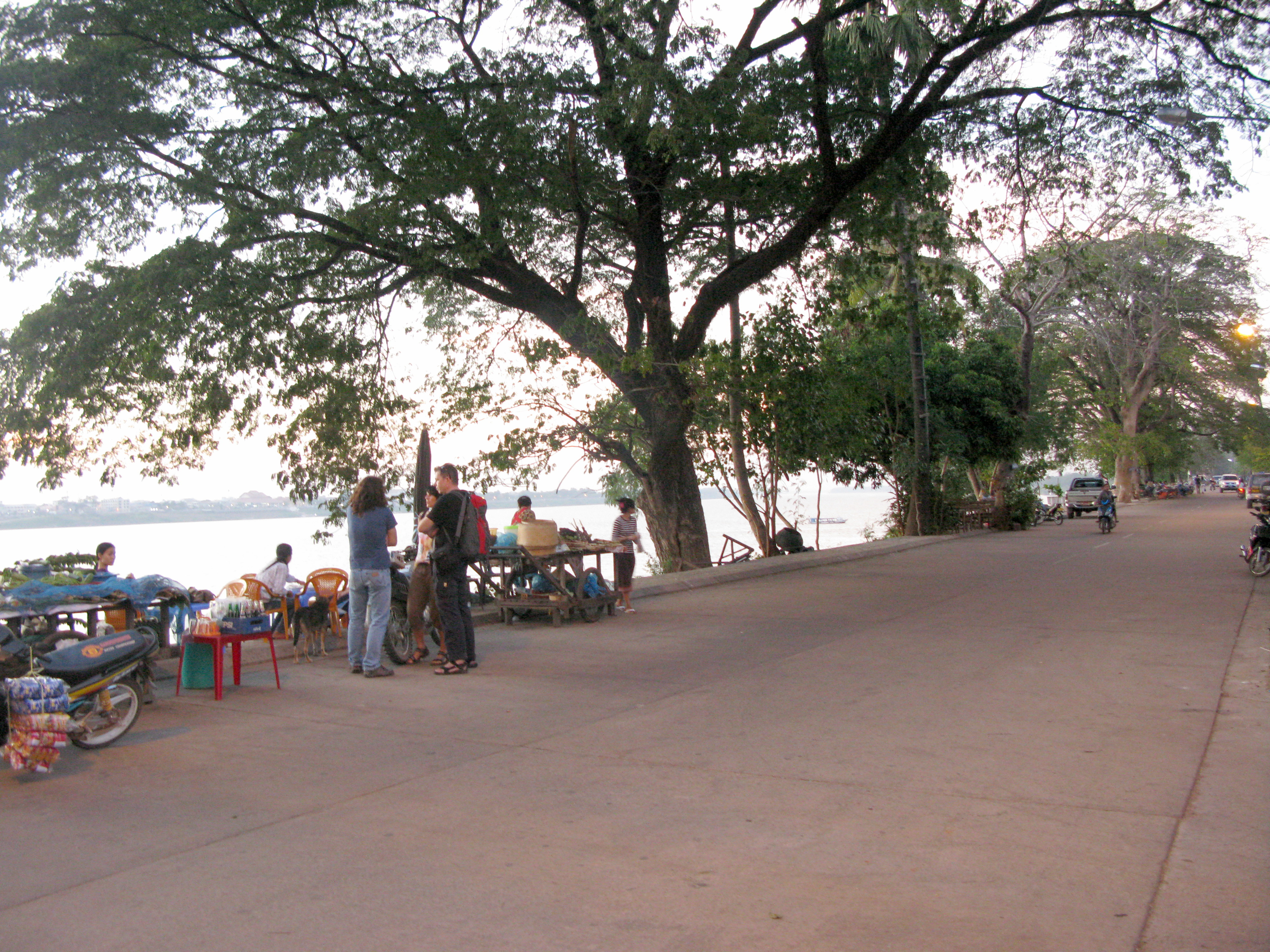
Городская набережная Меконга

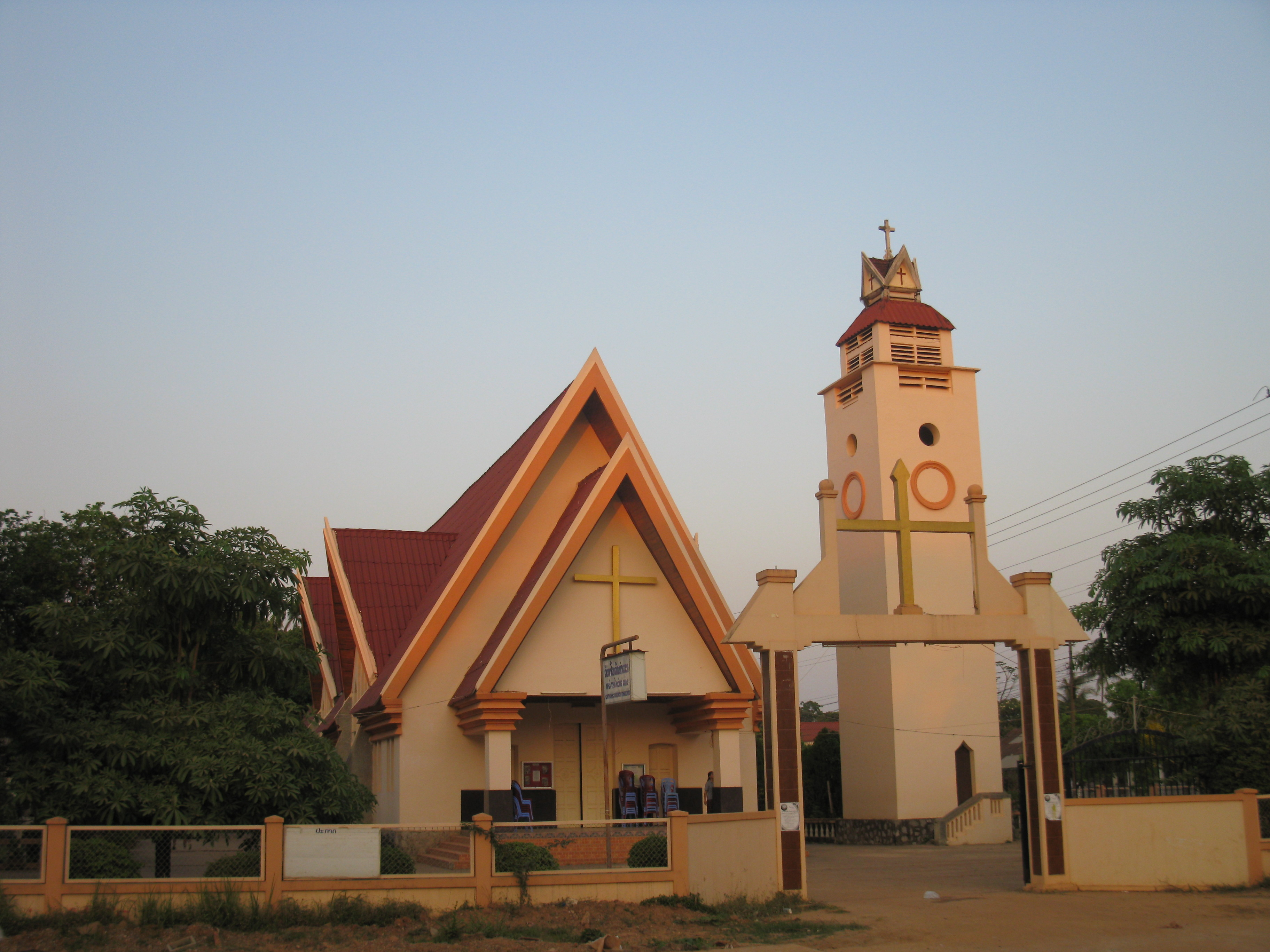
Католическая церковь в Тхакхэке

| Показатель                    | Янв. | Фев. | Март | Апр. | Май | Июнь | Июль | Авг. | Сен. | Окт. | Нояб. | Дек. | Год  |
| ----------------------------- | ---- | ---- | ---- | ---- | --- | ---- | ---- | ---- | ---- | ---- | ----- | ---- | ---- |
| Абсолютный максимум, °C       | 42   | 37   | 41   | 41   | 40  | 45   | 35   | 35   | 39   | 39   | 37    | 37   | 45   |
| Средний суточный максимум, °C | 29   | 31   | 34   | 34   | 33  | 32   | 31   | 31   | 31   | 31   | 30    | 28   | 31   |
| Средняя температура, °C       | 23   | 25   | 28   | 28   | 28  | 28   | 27   | 27   | 27   | 26   | 25    | 22   | 26   |
| Средний суточный минимум, °C  | 16   | 19   | 21   | 22   | 23  | 24   | 23   | 23   | 23   | 21   | 19    | 15   | 21   |
| Абсолютный минимум, °C        | 7    | 9    | 11   | 11   | 20  | 22   | 14   | 20   | 20   | 13   | 11    | 4    | 4    |
| Норма осадков, мм             | 0    | 30   | 48   | 96   | 201 | 393  | 417  | 558  | 249  | 84   | 9     | 0    | 2085 |
| Источник:                     |      |      |      |      |     |      |      |      |      |      |       |      |      |

| Период     | Январь | Февраль | Март | Апрель | Май | Июнь | Июль | Август | Сентябрь | Октябрь | Ноябрь | Декабрь | Год |
| ---------- | ------ | ------- | ---- | ------ | --- | ---- | ---- | ------ | -------- | ------- | ------ | ------- | --- |
| Количество | 1      | 3       | 5    | 6      | 14  | 19   | 21   | 22     | 15       | 7       | 2      | 1       | 116 |

| Период                | Январь | Февраль | Март | Апрель | Май | Июнь | Июль | Август | Сентябрь | Октябрь | Ноябрь | Декабрь | Год |
| --------------------- | ------ | ------- | ---- | ------ | --- | ---- | ---- | ------ | -------- | ------- | ------ | ------- | --- |
| Средняя скорость      | 3      | 3       | 3    | 2      | 2   | 1    | 1    | 1      | 1        | 2       | 3      | 3       | 2   |
| Максимальная скорость | 56     | 37      | 52   | 59     | 50  | 63   | 26   | 37     | 22       | 26      | 28     | 31      | 41  |

### Городской ландшафт
Город имеет площадь около 40 км². При этом значительная часть территории, административно относящейся к Тхакхэку, представляет собой фактически сельскую местность. Собственно городской массив занимает около половины территории и имеет форму, близкую трапеции, широкое основание которой — около 9 км — вытянуто вдоль берега Меконга. Имеет более-менее четкую ортогональную планировку. Исторический центр прилегает к набережной. По территории города протекает несколько мелких речек — притоков Меконга, имеется небольшое пресноводное озеро Нонг-Боа.

## Население
Население Тхакхэка составляет 26 200 человек — около трети населения района Тхакхэк и около 8 % населения провинции Кхаммуан. Исторически город был населён преимущественно вьетами, однако в конце 1940-х годов начался их массовый отъед на историческую родину, и в настоящее время абсолютное большинство горожан составляют представители народности лао. Китайская община в городе сохраняется, однако не столь многочисленная, какой она была в колониальные времена.
Господствующая религия — буддизм тхеравадического толка. Помимо большого количества буддистских святилищ непосредственно в городе, в нескольких километрах к югу от него расположен один из крупнейших в Лаосе храмовых комплексов Тхат-Сикхотабонг, основанный в XV веке, и включающий, помимо ступ, разветвлённую сеть пещерных капищ.
Кроме того, имеется весьма значительная католическая община. В 1951—58 годах Тхакхэк был центром апостольской префектуры, в 1958—63 годах — апостольского викариата (в 1963 году центр викариата перенесён в город Саваннакхет).

## Экономика и инфраструктура
В силу своего расположения на берегу Меконга Тхакхэк традиционно имеет достаточно важное водно-транспортное значение. Роль города как транспортного центра ещё более возросла в 2011 году после открытия крупного автодорожного моста, связавшего Тхакхэк с таиландским Накхонпханомом. Со столицей и другими относительно крупными городами Лаоса Тхакхэк соединён шоссе № 13 — одной из главных автомагистралей страны. В 6 км от города имеется аэропорт.
В городе имеется несколько промышленных предприятий, больница, стадион. Ускорению экономического развития города в немалой степени способствовало строительство и запуск в 2010 году на территории провинции Кхаммуан крупнейшей в Лаосе гидроэлектростанции Нам-Теун-2.
С конца XX века развивается индустрия туризма: основными достопримечательностями служит храмовый комплекс Тхат Сикхотабонг, колониальные кварталы старой части города, а также природные красоты прилегающих районов.